# Новомултанское (сельское поселение)
Новомултанское — упразднённое муниципальное образование со статусом сельского поселения в составе Увинского района Удмуртии.
Административный центр — село Новый Мултан.
Законом Удмуртской Республики от 17.05.2021 № 48-РЗ к 30 мая 2021 года упразднено в связи с преобразованием муниципального района в муниципальный округ.

## Географические данные
Находится на востоке района, граничит:
- на юге с Поршур-Туклинским сельским поселением
- на востоке с Мушковайским сельским поселением
- на северо-востоке с Удугучинским сельским поселением
- на северо-западе с Селтинским районом

По границам поселения протекают реки Ува и её приток Мултанка.

## Население
| 2010 | 2012  | 2013  | 2014  | 2015  | 2016  | 2017 |
| ---- | ----- | ----- | ----- | ----- | ----- | ---- |
| 1059 | →1059 | ↘1047 | ↘1026 | ↗1032 | ↘1006 | ↘988 |
| 2018 | 2019  | 2020  |       |       |       |      |
| ↘969 | ↘956  | ↘941  |       |       |       |      |

## Населенные пункты
| Название     | Тип населённого пункта       | Население 2007 год | Почтовый индекс | ОКАТО       |
| ------------ | ---------------------------- | ------------------ | --------------- | ----------- |
| Новый Мултан | Село, административный центр | 706                | 427252          | 94244828001 |
| Итчигурт     | Деревня                      | 11                 | 427252          | 94244828002 |
| Пачегурт     | Деревня                      | 367                | 427252          | 94244828003 |
| Помаскино    | Деревня                      | 5                  | 427252          | 94244828004 |
| Пытцам       | Деревня                      | 45                 | 427252          | 94244828005 |
| Старый Чумой | Деревня                      | 2                  | 427252          | 94244828006 |

## Экономика
- СПК «Заря».
- ООО СОП филиал «Нива»

## Объекты социальной сферы
- МОУ «Новомултанская средняя общеобразовательная школа»
- ГОСКУ «Новомултанская вспомогательная школа-интернат»
- МОУ «Пачегуртская начальная школа»
- МДОУ «Новомултанский детский сад»
- МДОУ «Пачегуртский детский сад»
- библиотека
- больница (врачебная амбулатория)
- фельдшерско-акушерский пункт
- 2 клуба